# Bezirk Klattau

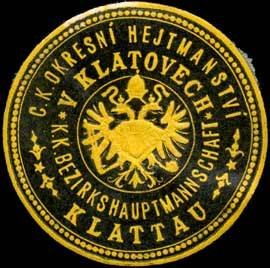
Siegelmarke C.K. Okresní hejtmanství v Klatovech / Bezirkshauptmannschaft Klattau

Der Bezirk Klattau (tschechisch politický okres Klatovy) war ein Politischer Bezirk im Königreich Böhmen. Der Bezirk umfasste Gebiete in Südwestböhmen im heutigen Plzeňský kraj (Okres Klatovy). Sitz der Bezirkshauptmannschaft (tschechisch Okresní hejtmanství v Klatovech) war die Stadt Klattau (Klatovy). Das Gebiet gehörte seit 1918 zur neu gegründeten Tschechoslowakei und ist seit 1993 Teil Tschechiens.

## Geschichte
Die modernen, politischen Bezirke der Habsburgermonarchie wurden 1868 im Zuge der Trennung der politischen von der judikativen Verwaltung geschaffen.
Der Bezirk Klattau wurde 1868 aus den Gerichtsbezirken Klattau (tschechisch: soudní okres Klatovy), Neuern (Nýrsko) und Planitz (Plánice) gebildet.
Im Bezirk Klattau lebten 1869 68.112 Personen, wobei der Bezirk ein Gebiet von 14,2 Quadratmeilen und 99 Gemeinden umfasste.
1900 beherbergte der Bezirk 74.905 Menschen, die auf einer Fläche von 871,75 km² bzw. in 128 Gemeinden lebten.
Der Bezirk Klattau umfasste 1910 eine Fläche von 871,75 km² und eine Bevölkerung von 78.383 Personen. Von den Einwohnern hatte 1910 17.211 Deutsch und 60.923 Tschechisch als Umgangssprache angegeben. Weiters lebten im Bezirk 249 Anderssprachige oder Staatsfremde. Während der Gerichtsbezirk Neuern dabei fast ausschließlich von Deutschsprachigen bewohnt war, hatten die beiden übrigen Gerichtsbezirke eine fast ausschließlich tschechische Bevölkerung. Der Bezirk bestand 1910 aus drei Gerichtsbezirken mit insgesamt 140 Gemeinden bzw. 209 Katastralgemeinden.
1930 wurden auf 871,75 km² 75.777 Einwohner gezählt.